# آول (آلمان)
آول (به آلمانی: Aull) یک شهر در آلمان است که در Verbandsgemeinde Diez واقع شده‌است. آول ۴۷۷ نفر جمعیت دارد.